# NGC 6244
NGC 6244 (другие обозначения — UGC 10568, MCG 10-24-59, ZWG 299.32, KAZ 96, IRAS16475+6217, PGC 59009) — спиральная галактика с перемычкой (SBa) в созвездии Дракон.
Этот объект входит в число перечисленных в оригинальной редакции «Нового общего каталога».